# Grand Gaucho
Agriornis lividus
Espèce
Synonymes
- Tamnophilus lividus[1]
- Agriornis livida[2]

Statut de conservation UICN

 LC  : Préoccupation mineure
Le Grand Gaucho (Agriornis lividus), appelé également Gaucho de Kittlitz, est une espèce de passereau placée dans la famille des Tyrannidae.

## Sous-espèces
Cet oiseau est représenté par 2 sous-espèces : 
- Agriornis lividus lividus : côtes et montagnes du Chili (de la région d'Atacama à la province de Valdivia) ;
- Agriornis lividus fortis Berlepsch, 1907[2] : du Sud du Chili (province d'Aisén) et du Sud de l'Argentine à la Terre de Feu[1].